# Tonny van Leeuwen
Teunis Pieter van Leeuwen detto Tonny (Gouda, 21 marzo 1943 – Meppel, 15 giugno 1971) è stato un calciatore olandese, di ruolo portiere.

## Carriera

### Club
Tonny van Leeuwen ha iniziato la carriera professionistica difendendo la porta dello Sparta Rotterdam, dove è rimasto per quattro anni, vincendo anche la KNVB beker nella stagione 1961-1962.
Alla fine della stagione 1962-1963, passa al G.V.A.V., intanto conquista la prima convocazione in Nazionale olandese. Giocherà in totale più di 200 partite con la squadra di Groninga, fino alla notte tra il 14 e il 15 giugno 1971, quando, tornando da un match di KNVB beker giocato a Rotterdam, rimane coinvolto in un incidente stradale a Meppel che gli costerà la vita, presumibilmente causato da un colpo di sonno con conseguente scontro frontale con un camion.

### Nazionale
Tonny van Leeuwen ha giocato due partite per la Nazionale olandese, entrambe nel 1967; la prima volta che ha difeso la porta degli Oranje è stata il 5 aprile 1967 a Lipsia contro la Germania Est.

## Statistiche

### Cronologia presenze e reti in Nazionale
| Cronologia completa delle presenze e delle reti in nazionale ― Paesi Bassi | Cronologia completa delle presenze e delle reti in nazionale ― Paesi Bassi | Cronologia completa delle presenze e delle reti in nazionale ― Paesi Bassi | Cronologia completa delle presenze e delle reti in nazionale ― Paesi Bassi | Cronologia completa delle presenze e delle reti in nazionale ― Paesi Bassi | Cronologia completa delle presenze e delle reti in nazionale ― Paesi Bassi | Cronologia completa delle presenze e delle reti in nazionale ― Paesi Bassi | Cronologia completa delle presenze e delle reti in nazionale ― Paesi Bassi |
| Data                                                                       | Città                                                                      | In casa                                                                    | Risultato                                                                  | Ospiti                                                                     | Competizione                                                               | Reti                                                                       | Note                                                                       |
| -------------------------------------------------------------------------- | -------------------------------------------------------------------------- | -------------------------------------------------------------------------- | -------------------------------------------------------------------------- | -------------------------------------------------------------------------- | -------------------------------------------------------------------------- | -------------------------------------------------------------------------- | -------------------------------------------------------------------------- |
| 5-4-1967                                                                   | Lipsia                                                                     | Germania Est                                                               | 4 – 3                                                                      | Paesi Bassi                                                                | Qual. Euro 1972                                                            | -                                                                          |                                                                            |
| 10-5-1967                                                                  | Budapest                                                                   | Ungheria                                                                   | 2 – 1                                                                      | Paesi Bassi                                                                | Qual. Euro 1972                                                            | -                                                                          | 46’                                                                        |
| Totale                                                                     |                                                                            | Presenze                                                                   | 2                                                                          |                                                                            | Reti                                                                       | 0                                                                          |                                                                            |

## Palmarès
- KNVB beker: 1

Sparta Rotterdam: 1961-1962